# پاله ولا
پاله ولا (به لاتین: Pallewela) یک منطقهٔ مسکونی در سری‌لانکا است که در استان غربی، سری‌لانکا واقع شده‌است.